# Лёвик, Матиас Фьёртофт
Ма́тиас Йо́хан Фьёртофт Лёвик (норв. Mathias Johan Fjørtoft Løvik; род. 6 декабря 2003) — норвежский футболист, защитник клуба «Парма».

## Клубная карьера
Лёвик — воспитанник клуба «Мольде». 29 июля 2021 года в поединке квалификации Лиги конференций против швейцарского «Серветта» Матиас дебютировал за основной состав. 10 июля 2022 года в матче против «Тромсё» он дебютировал в Типпелиге. В том же году игрок помог клубу выиграть чемпионат. 

## Достижения
«Молде»
- Чемпион Норвегии: 2022
- Обладатель Кубка Норвегии (2): 2021/22, 2023